# Fânațe (Fărăgău), Mureș
Fânațe este un sat în comuna Fărăgău din județul Mureș, Transilvania, România.